# McKinley Park (Alaska)
McKinley Park es un lugar designado por el censo ubicado en el borough de Denali en el estado estadounidense de Alaska. En el año 2000 tenía una población de 137 habitantes y una densidad poblacional de 0,6 personas por km².

## Geografía
McKinley Park se encuentra ubicada en las coordenadas 63°39′5″N 148°49′20″O / 63.65139, -148.82222.

## Demografía
Según la Oficina del Censo en 2000 los ingresos medios por hogar en la Lugar designado por el censo eran de $53.750, y los ingresos medios por familia eran $64.583. Los hombres tenían unos ingresos medios de $56.250 frente a los $31.250 para las mujeres. La renta per cápita para el lugar designado por el censo era de $27.255. Alrededor del 11,5% de la población estaban por debajo del umbral de pobreza.